# Palacio de la Flor da Murta
El Palacio da Flor da Murta se ubica en la Rua Poço dos Negros, 158, freguesia da Misericórdia, Lisboa. 
Fue propiedad de las familias Menezes, Señores de Alconchel, que la fueron construyendo progresivamente durante los siglos XVII y XVIII, hasta darle su definitivo aspecto barroco. 
Aunque poco afectado por el terremoto de 1755, el edificio cayó en la ruina. Inicialmente el palacio tenía dos plantas, pero en el siglo XIX se le añadió una tercera planta. En el siglo XX la capilla fue desacralizada y de ella queda la portada rematada por un frontón triangular y una cruz. También se removieron algunos paneles de azulejos. Desde finales del siglo XIX, hasta cerca de 1920, el palacio estuvo arrendado a la empresa Street & Cª, que instaló oficinas de maquinaria en los jardines, más adelante  substituidas por un garaje. 
En el siglo XX (1914) fue desacralizada la capilla, en la fachada lateral, que estuvo dedicada a Nuestra Señora de Monserrat, de la que queda la portada con frontón triangular y una cruz. También se quitaron algunos paneles de azulejos. 